# Avatar: Fire and Ash
Avatar: Fire and Ash är en kommande amerikansk science fiction-film, med premiär planerad till 2025. Den är regisserad av James Cameron, som även har skrivit manus tillsammans med Rick Jaffa och Amanda Silver. Filmen är uppföljaren till Avatar: The Way of Water från 2022 och den tredje i Avatar-franchisen.
Filmen är planerad att ha biopremiär i Sverige den 17 december 2025, utgiven av Walt Disney Pictures.

## Rollista (i urval)
| - Sam Worthington – Jake Sully - Zoë Saldaña – Neytiri - Sigourney Weaver – Kiri - Stephen Lang – Överste Miles Quaritch - Giovanni Ribisi – Parker Selfridge - Kate Winslet – Ronal - Cliff Curtis – Tonowari - Joel Moore – Dr. Norm Spellman - C.C.H. Pounder – Mo'at | - Edie Falco – General Frances Ardmore - Brendan Cowell – Kapten Mick Scoresby - Jemaine Clement – Dr. Ian Garvin - Britain Dalton – Lo'ak - Trinity Jo-Li Bliss – Tuktirey - Jack Champion – Miles "Spider" Socorro - Bailey Bass – Tsireya - Oona Castilla Chaplin - Michelle Yeoh |

## Produktion
Filminspelningarna för Avatar: Fire and Ash påbörjades samtidigt som Avatar: The Way of Water den 25 september 2017 i Manhattan Beach, Kalifornien. Den 14 november 2018 meddelade Cameron att filmens Motion capture-delar var färdiginspelade. Enligt producenten Jon Landau så återupptogs produktionen i början av 2019 med att spela in live-action-delarna i Nya Zeeland. Den 17 mars 2020 meddelade Landau att inspelningarna av Avatar-uppföljarna i Nya Zeeland hade skjutits upp på obestämd tid på grund av Covid-19-pandemin. Men han bekräftade också att delar av produktionen skulle fortsätta i Los Angeles. I juni 2020 fick inspelningsteamet återvända till Nya Zeeland för att återuppta produktionen.
I september 2020 meddelade Cameron att 95% av Avatar: Fire and Ash var färdiginspelad. Inspelningarna avslutades i december samma år.

## Uppföljare
Avatar: Fire and Ash är den andra av fyra planerade uppföljare till Avatar från 2009. I september 2022, på D23 Expo, meddelade Cameron att inspelningarna officiellt hade börjat för Avatar 4. I januari 2024, i en intervju med People, sa Cameron att han inte kommer att börja filma resterande delar av Avatar 4 förrän Fire and Ash har släppts.
Avatar 4 är planerad att ha biopremiär i Sverige den 21 december 2029.